# チェメル・ボグラールカ
ボギ（Boggie）ことチェメル・ボグラールカ（ハンガリー語: Csemer Boglárka、1986年11月30日 - ）は、ハンガリーの歌手、ソングライターである。「Nouveau Parfum（Parfüm）」がハンガリーで数週間に渡って首位となったことで広く知られるようになり、ユーロビジョン・ソング・コンテスト2015ではハンガリー代表を務める。

## 来歴
2014年1月、デビュー・シングル「Nouveau Parfum（Parfüm）」が発表されると、そのビデオ・クリップはイギリスやアメリカ合衆国の有力メディアで取り上げられるなど、国際的な注目を集めた。ビデオ・クリップは、ボギが歌っている間、写真編集ソフトによって彼女の顔が加工されていき、最後に加工前と加工後の比較が出るというつくりのものであった。歌詞ではいくつもの香水のブランド名を挙げ、どれを選べば良いのか、どうしてそれ選ばなくてはいけないのか、誰に選ばされているのかと問いかけ、「あの人たちには、本当の私は変えられない」と説く。なお、これらのブランド名はハンガリー語版の歌詞には登場しない。
2015年、ユーロビジョン・ソング・コンテスト2015の国内予選であるア・ダルに出場、代表曲「Wars for Nothing」で優勝し、ハンガリー代表に選出された。2015年5月19日、オーストリア・ウィーンで開催されるユーロビジョン・ソング・コンテスト2015に出場し、代表曲「Wars for Nothing」を歌う。

## ディスコグラフィー

### アルバム
- Boggie (2013年）
- All Is One Is All (2014年)
- 3 (2017年)
- Fragilité  (2022年)